# Juan Vélez
Juan Vélez (Coamo, Puerto Rico, 2 de agosto de 1983) es un cantante puertorriqueño, ganador de la cuarta edición de Objetivo Fama (una competencia por un contrato discográfico) transmitida por Telefutura en Estados Unidos y por Univisión Puerto Rico. Además la popularidad de Juan hizo que se reunieran 6 mil personas en su pueblo natal Coamo, Puerto Rico para apoyarlo en la final. Y se convirtió en el primer ganador de Objetivo Fama en llenar cuatro funciones en el importante escenario del Centro de Bellas Artes Luis A. Ferré sin aún tener un disco.

## Biografía/Trayectoria
El 2 de agosto de 1983 Abigail Rivera dio a luz en Ponce a Juan Antonio Vélez Rivera. Juan tiene cinco hermanos. Sus padres, Monserrate Vélez padre biológico, se divorciaron y su madre buscando una forma de entretenimiento para Juan lo involucra en los deportes. A la edad de cinco años ya le gustaba la música y al pasar el tiempo siguió desarrollando su pasión por la música. En su juventud en la escuela superior participó en varias competencias de música pero no olvidó los deportes y en sus años universitarios tuvo la oportunidad de competir como voleibolista y atleta, corriendo los 100 metros y triple salto. En este último obtuvo la medalla de bronce en las Justas (LAI). También se destacó en diferentes competencias musicales. En el 2001 David Reyes Viera  y Sheila E. Alvarado Ortiz produjeron su primer disco, Hasta el Final, una producción de música cristiana donde lo acompaña su hermana Jocabed Vélez.
En el 2007 Juan decide participar en la cuarta edición de Objetivo Fama. En cada gala dio lo mejor de sí y recibió los aplausos del público y el elogio de los jueces. Juan Vélez demostró su talento y humildad en la competencia. Al final de esa temporada surgió como el programa de mayor sintonía en la historia de Univisión Puerto Rico y las emisoras de televisión de Telefutura. Juan Vélez fue el ganador de la cuarta edición e hizo una interpretación estupenda Antonio Orozco  del tema "Devuélveme la vida". Posteriormente, él se convirtió en el primer ganador de Objetivo Fama en llenar cuatro funciones en el importante escenario del Centro de Bellas Artes Luis A. Ferré. Ese mismo año como parte de sus premios por ganar la competencia firma el contrato discográfico con Univision Music group (Fonovisa).
Juan realizó el lanzamiento de su primer álbum como solista titulado Con Mi Soledad el 12 de diciembre de 2007. Logró vender alrededor de 50.000 copias, obteniendo el apoyo y reconocimiento de su sello discográfico Univision Music. En las listas Billboard el álbum se posicionó entre los diez discos con más ventas. El sencillo "Con mi Soledad" fue radiodifundido ampliamente en Puerto Rico y Estados Unidos, logrando situarse en las primeras posiciones de éxitos de música latina. Además estuvo nominado en Premio Lo Nuestro en la categoría Solista o Artista Revelación del año (2009) y en los  Billboard de la Música Latina  en la categoría Álbum Pop del Año Nueva Generación (2008). Ya para su tercer sencillo en plena promoción se vende Univision Music a Universal y se ve afectada su promoción pero Juan continúa con gran éxito. En el 2009, grabó  a dúo con Ana Isabelle  "Se Acabó".  Este es un tema escrito por Luis Fonsi. En el 2010, lanza su segunda producción como solista Te Tengo o Te Perdí la cual logra llegar al tercer lugar en la lista de Latín álbum de los Billboards y se mantiene por cuatro semanas entre los favoritos del público. Su primer sencillo Te tengo o te perdí en Puerto Rico es el tema de la telenovela de Telemundo El Clon. En octubre del 2010 Juan se lanza a la aventura de la televisión con su programa de realidad Juan, Del Reality A La Realidad

## Discografía

### Álbumes de Solista
- Con Mi Soledad.    (2008)

- Te Tengo o Te Perdí.    (2010)

- Tu Espacio Vacio EP[8] (2011)

- Con Otra Piel[9] (2011)

### Canciones
- Con Mi Soledad[10] (2008)

- Buscando tu Sombra[10] (2008)

- Cómo Decirte Adiós[10] (2008)

- Abandonados[10] (2008)

- Todo Sigue Igual[10] (2008)

- Yo Te Quiero[10] (2008)

- Devuélveme la Vida[10] (2008)

- Una Segunda Vez[10] (2008)

- Tal Vez[10] (2008)

- Así es mi Vida[10] (2008)

- Imperdonable[11] (2010)

- Para Siempre[11] (2010)

- Te Tengo o Te Perdí[11] (2010)

- Como Antes[11] (2010)

- Así es Como Te Quiero[11] (2010)

- Te Tengo o Te Perdí (Salsa Version)[11] (2010)

- Mil Razones[12] (2011)

- Tu Espacio Vacío[12] (2011)

- No Se Si Esto Es Amor[12] (2011)

- Cada Vez Que Pienso En Ti[12] (2011)

- Tu Espacio Vacio (Salsa Version)[12] (2011)

- Equivocandome en Ti[12] (2011)

- Cámara Lenta[13] (2011)

- Hoy No Importa[14] (2013)

- Me Gustas Tu[15] (2014)

- Nunca Pensé Encontrarte[16] (2020)

### Álbumes de grupo
- Hasta el Final   (2001) Con su hermana Jocabed, música cristiana
- Objetivo Fama 4  (2007)
- Voces de Navidad (2008) junto a los ganadores de OF

## Televisión
- Objetivo Fama(cuarta edición) (2007)[17]
- Objetivo Fama sin Editar  (2007)
- Juan, Del Reality A La Realidad[18] (2010)